# Rimske terme, Bath
Rimske terme so dobro ohranjene terme v mestu Bath, Somerset, Anglija. Med letoma 60 in 70 našega štetja v prvih nekaj desetletjih Rimske Britanije je bil na mestu zgrajen tempelj. Njegova prisotnost je pripeljala do razvoja majhne rimske urbane naselbine, znane kot Aquae Sulis. Rimske kopeli, namenjene javnemu kopanju, so uporabljali do konca rimske vladavine v Britaniji v 5. stoletju našega štetja. Po Anglosaški kroniki so bile prvotne rimske kopeli stoletje kasneje v ruševinah. Območje okoli naravnih izvirov je bilo v zgodnjem in poznem srednjem veku večkrat prezidano.
Rimske terme so ohranjene v štirih glavnih značilnostih: Sveti izvir, rimski tempelj, rimsko kopališče in muzej, ki hrani artefakte iz Aquae Sulis. Vendar so vse stavbe na nivoju ulice iz 19. stoletja. Je velika turistična atrakcija v Združenem kraljestvu in skupaj z Grand Pump Roomom letno obišče več kot 1,3 milijona obiskovalcev. Obiskovalci si lahko ogledajo kopeli in muzej, ne morejo pa vstopiti v vodo.

## Topli izvir
Voda se pridobiva iz padavin na bližnjem hribovju Mendip, ki nato pronica skozi apnenčaste vodonosnike do globine med 2700 in 4300 metri. Geotermalna energija tukaj dvigne temperaturo vode med 69 in 96 °C. Segreta voda se pod pritiskom dviga vzdolž razpok in prelomov v apnencu, dokler ne brbota iz tal v kopeli. Ta proces je podoben izboljšanemu geotermalnemu sistemu, ki prav tako izkorišča visoke pritiske in temperature pod zemeljsko skorjo. Vroča voda s temperaturo 46 °C tukaj naraste s hitrostjo 1.170.000 litrov vsak dan zaradi geološke prelomnice (prelom Pennyquick). Leta 1982 je bila potopljena nova vrtina za zdraviliško vodo, ki je zagotovila čisto in varno oskrbo z zdraviliško vodo za pitje v Pump Room.

### Kakovost vode
Bath je bil v kraljevi listini iz leta 1591, ki jo je podelila Elizabeta I. Angleška, zadolžen za odgovornost za vroče vrelce. Ta dolžnost je zdaj prešla na svet Batha in severovzhodnega Somerseta, ki spremljata pritisk, temperaturo in stopnje pretoka. Termalne vode vsebujejo natrijeve, kalcijeve, kloridne in sulfatne ione v visokih koncentracijah.
Rimske terme se ne uporabljajo več za kopanje. Oktobra 1978 je mlado dekle, ki je plavalo v obnovljenih rimskih termah z lokalnim plavalnim klubom Bath Dolphins, zbolelo za negleriazo in umrlo, zaradi česar so kopališče za nekaj let zaprli. Testi so pokazali, da je v vodi Naegleria fowleri, smrtonosni patogen. Na novo zgrajeno kopališče Thermae Bath v bližini in prenovljeno kopališče Cross Bath sodobnim kopalcem omogočata, da doživijo vodo skozi vrsto nedavno izvrtanih vrtin.

## Zgodovina
Arheološki dokazi kažejo, da je bilo mesto kopeli morda središče čaščenja, ki so ga uporabljali Kelti; vrelci so bili posvečeni boginji Sulis, ki je bila lokalno identificirana z Minervo. Geoffrey iz Monmoutha v svoji pretežno izmišljeni Historia Regum Britanniae opisuje, kako je izvir odkril predrimski britanski kralj Bladud, ki je tam zgradil kopeli. Zgodaj v 18. stoletju je Geoffreyjeva nejasna legenda dobila velik pomen kot kraljeva potrditev kakovosti vode, z okrasitvijo, da je izvir Bladuda in njegovo čredo prašičev ozdravil gobavosti, ko so se valjali v toplem blatu.

### Rimska Britanija
Ime Sulis se je še naprej uporabljalo po rimski invaziji, kar je vodilo do rimskega imena mesta Aquae Sulis ('vode Sulis'). Tempelj je bil zgrajen v letih 60–70 našega štetja in kopališki kompleks je bil postopoma zgrajen v naslednjih 300 letih. Med rimsko okupacijo Britanije in verjetno po navodilih cesarja Klavdija so inženirji zabili hrastove pilote v blato, da so zagotovili stabilen temelj in obdali izvir z nepravilno kamnito komoro, obloženo s svincem. V 2. stoletju je bil zaprt v leseni banjasto obokani stavbi in je vključeval kaldarij (vroča kopel), tepidarij (mlačna kopel) in frigidarij (hladna kopel). Po rimskem umiku iz Britanije v prvem desetletju 5. stoletja so ti propadli in so bili sčasoma izgubljeni zaradi zamuljevanja in poplav. Anglosaška kronika nakazuje, da so bile prvotne rimske kopeli uničene v 6. stoletju.
Najdenih je bilo približno 130 ploščic s prekletstvi. Številne kletvice so povezane s krajo oblačil, medtem ko se je žrtev kopala.

### Po-rimska uporaba
Kopeli so bile večkrat spremenjene, vključno z 12. stoletjem, ko je Janez iz Toursa zgradil zdravilno kopel nad rezervoarjem Kraljevega izvira, in 16. stoletjem, ko je mestna korporacija zgradila novo kopel (Kraljičino kopel) južno od izvira. Ana Danska je dvakrat prišla v Bath zaradi svojega zdravja. Dvorni zdravnik Théodore de Mayerne je 19. maja 1613 okopal Ano Dansko v kraljevi kopeli. Vrnila se je avgusta 1615. Ano Dansko je presenetil plamen, ki ga je povzročil zemeljski plin v Kraljevem kopališču, in je nato uporabila Novo kopališče ali Kraljičino kopališče, kjer so ji v čast dodali steber s krono in napisom »Anna Regnum Sacrum«.
Vrelec je zdaj v stavbah iz 18. stoletja, ki sta jih zasnovala arhitekta John Wood, starejši in John Wood, mlajši, oče in sin. Obiskovalci so pili vodo v Grand Pump Room, neoklasicističnem salonu, ki je še vedno v uporabi, tako za črpanje vode kot za družabne funkcije. Viktorijanska širitev kompleksa kopališč je sledila neoklasicistični tradiciji, ki sta jo vzpostavila Woodsa. Leta 1810 so mislili, da so vrelci vroče vode propadli, in William Smith je vrelec vroče kopeli odprl do dna, kjer je ugotovil, da vrelec ni propadel, ampak je stekel v novo strugo. Smith je obnovil vodo v prvotno smer.
Vhod za obiskovalce je skozi koncertno dvorano J. M. Brydona iz leta 1897. Je vzhodno nadaljevanje velike črpalne sobe s stekleno kupolo v središču in enonadstropnim zaokroženim vogalom. Grand Pump Room je leta 1789 začel graditi Thomas Baldwin. Leta 1791 je odstopil, John Palmer pa je načrt nadaljeval do konca leta 1799. Vzpetina do cerkvenega dvorišča opatije ima osrednji del štirih vpetih korintskih stebrov z entablaturami in pedimentom. Zgodovinska Anglija jo je označila za stavbo I. stopnje. Severno stebrišče je prav tako zasnoval Thomas Baldwin. Južno stebrišče je podobno, vendar so mu v poznem 19. stoletju dodali zgornje nadstropje. Muzej in Kraljičino kopališče, vključno z "mostom", ki se razteza od ulice York do mestne pralnice, je leta 1889 izdelal Charles Edward Davis. Vključuje južni podaljšek Velike črpalke, znotraj katere so ostali nekateri deli Kraljičinega kopališča iz 17. stoletja.

## Muzej
Muzej hrani artefakte iz rimskega obdobja, vključno s predmeti, ki so jih vrgli v sveti izvir, domnevno kot daritve boginji. Med njimi je več kot 12.000 kovancev denarijev, kar je največji skupni votivni depozit, znan iz Velike Britanije. Razstavljena je pozlačena bronasta glava boginje Sulis (Minerve), ki je bila odkrita v bližini leta 1727.
Rimski tempelj Bath je stal na podiju več kot dva metra nad okoliškim terenom, do katerega so vodile stopnice. Na pristopu so bili štirje veliki, nažlebljeni korintski stebri, ki so podpirali friz in okrašen pediment zgoraj. Pediment, katerega deli so prikazani v muzeju, je trikotni okrasni del, širok 7,9 m in 2,4 m od vrha do dna, nad stebri na sprednji strani stavba. Vsebovala je mogočno osrednjo podobo možne glave Gorgone, ki z višine 15 metrov žari navzdol na vse, ki so se približali templju.
Sama velika glava ima kače, prepletene v brado, krila nad ušesi, hroščeve obrvi in močne brke. Čeprav obstaja nekaj nestrinjanja o tem, kaj to v resnici predstavlja (saj so Gorgone običajno ženske), se je večina učenjakov strinjala, da na to gledajo kot na namerno sinkretizem atributa Minervine Gorgone z obrazom lokalnega boga, ki je vladal vodam bližnjega svetega izvira. Osrednjo glavo so različno razlagali tudi kot podobo vodnega boga, kot je Okean ali lokalnega keltskega boga sonca. Poleg glave Gorgone so umetniški motiv pedimenta v zadnjem času primerjali tudi z Jupiter-Amonovimi klipi, ki so jih našli po rimskih forumih in ki so včasih upodabljali lokalne rečne bogove v keltskih provincah.
V začetku leta 2010 so bili različni kamni na pedimentu konzervirani in prerazporejeni. Leta 2016 je bilo pridobljeno gradbeno dovoljenje za nov učni center, namenjen šolarjem, ki je s kopališčem povezan s tunelom. Financiranje se išče pri Heritage Lottery Fund in, če bo uspešno, upamo, da bo center odprt leta 2019.

## Ohranjanje
Rezbarije rimskih cesarjev in guvernerjev Rimske Britanije iz poznega 19. stoletja na terasi s pogledom na Veliko kopel so še posebej dovzetne za učinek kislega dežja in so zaščitene s pranjem žrtvenega zavetnega plašča vsakih nekaj let. Eksponati v templju so dovzetni za topel zrak, ki je imel za posledico črpanje jedkih soli iz rimskega kamna. Da bi to zmanjšali, je bil leta 2006 nameščen nov prezračevalni sistem.
Leta 2009 je Ministrstvo za kulturo, medije in šport/Wolfson Fund dodelilo donacijo v višini 90.000 funtov Svetu Batha in severovzhodnega Somerseta za prispevek k stroškom ponovnega razvoja razstav in izboljšanja dostopa do Rimskih term, ki je bil ustanovljen za spodbujanje izboljšav v muzejih in galerijah v Angliji. Poznejše donacije so financirale nadaljnje delo na zasnovi razstave in postavitvi londonskega specializiranega podjetja Event Communications.

## Galerija

- Izvir
- Gorgonina glava
- Frigidarij (hladni bazen)
- Kaldarij. V sobi so rimski hipokavsti; tla bi bila podprta s temi strukturami, pod katerimi bi krožil vroč zrak in ogreval prostor.
- Maketa rimske kopeli in rimskega templja Sulisa Minerve, kot bi bila videti v največji meri v 4. stoletju našega štetja
- Hipocamp mozaik
- Sveti bazen